# Дикая грация
«Ди́кая гра́ция» (англ. Savage Grace) — фильм режиссёра Тома Кэлина, снятый в 2007 году по мотивам одноимённого романа Натали Робинс и Стивена М. Л. Аронсона. Картина рассказывает об извращённых, кровосмесительных отношениях, развивающихся между светской львицей Барбарой Дэйли Бакеланд (en:Barbara Daly Baekeland) и её сыном Энтони. Фильм основан на реальных событиях.

## Сюжет
Сюжет фильма основывается на реальной истории, трагическая развязка которой произошла в 1972 году в г. Лондон. Картина рассказывает о представителях высшего общества, супружеской паре — Барбаре (Джулианна Мур) и Бруксе Бакеланде (Стивен Диллэйн), и их сыне Энтони (Эдди Редмэйн). Брукс — наследник крупного состояния, доставшегося ему от деда — Лео Хендрика Бакеланда — изобретателя бакелита. Между Барбарой и Бруксом царят непростые отношения, сопровождающиеся мелкими интригами и романами на стороне. У супругов растёт сын Энтони, который впитывает всё происходящее в семье. Первую девушку у Энтони уводит Брукс. Барбара предпринимает попытки изменить Энтони, который с возрастом проявляет всё большую склонность к гомосексуальности. В том числе Барбара занимается с ним сексом, но в конечном результате погибает от руки собственного сына.

## В главных ролях

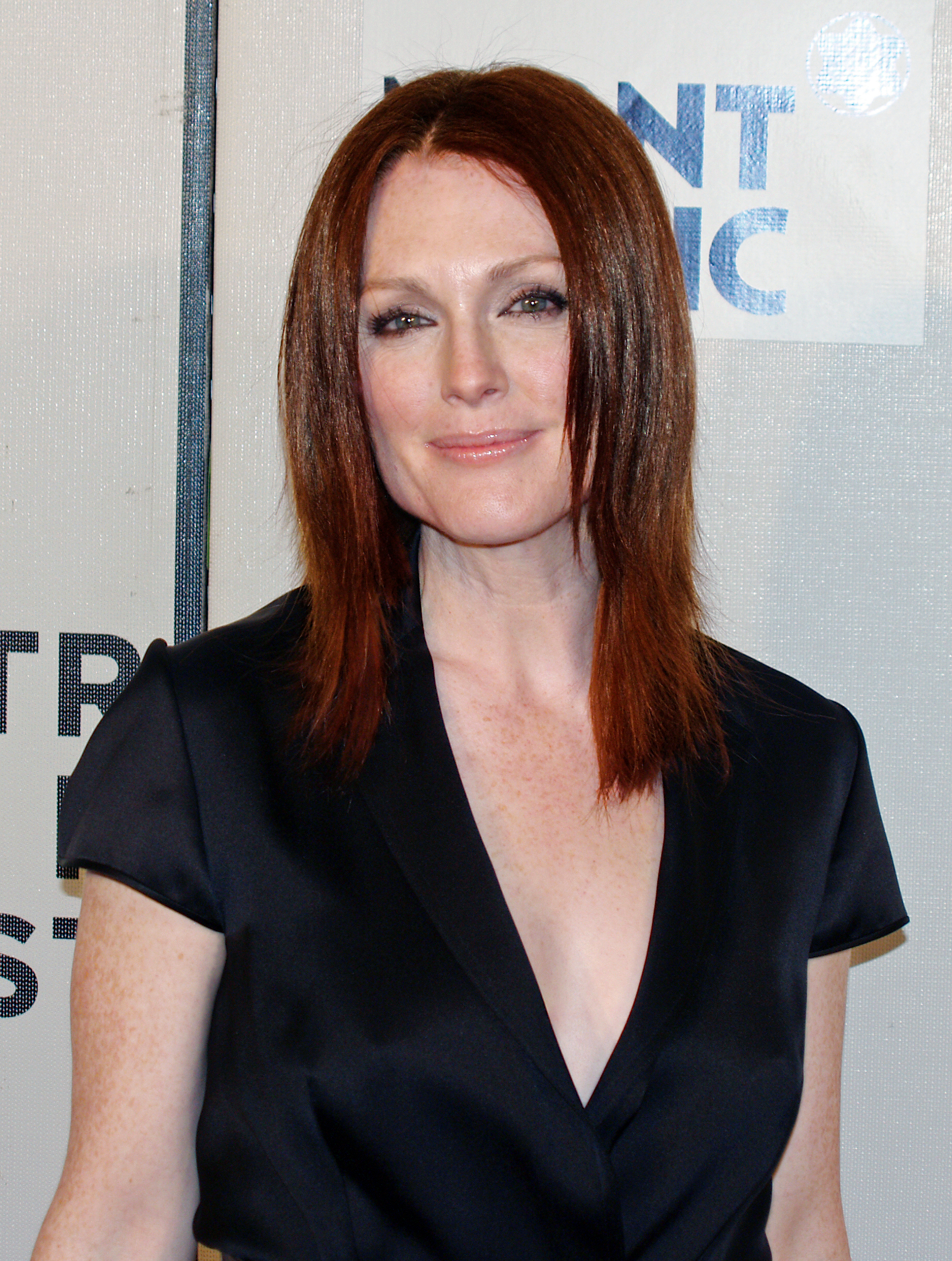
Джулианна Мур на премьере «Дикой грации», 2008 год

- Джулианна Мур — Барбара Бакеланд
- Стивен Диллэйн — Брукс Бакеланд
- Эдди Редмэйн — Энтони Бакеланд
- Елена Анайя — Бланка
- Хью Дэнси — Сэм Грин
- Унакс Угальде — Джейк

## Награды
В 2009 году картина номинировалась в категории «Лучший сценарий» на кинофестивале Independent Spirit Award.

## Дополнительные факты
- Сцены на пляже были сняты в разгар туристического сезона. По словам Тома Кэлина, этот пляж был излюбленным местом отдыха немецких нудистов, которые отчасти препятствовали проведению съёмок[2].
- Фильм полностью снят в Испании. Здание, в котором семья Бакеланд проживала на Майорке, является старым испанским замком. Согласно преданию, в замке, которому около 800 лет, обитает привидение по имени Бланка[2].
- Бывший любовник Барбары — Сэм Грин — написал статью, в которой указывает, что некоторые факты, отображённые в фильме, не соответствуют действительности. В частности, что касается сцены, в которой он, Барбара и Энтони занимаются сексом втроём, Грин отметил: «…это правда, что 40 лет назад у меня был роман с Барбарой, но я однозначно никогда не спал с её сыном. Не спала с ним и она, насколько мне известно. Кроме того, я — не бисексуал… Она говорила, что вступила в кровосмесительные отношения со своим сыном дабы „исцелить“ его от гомосексуализма… Но я не верю, что она занималась сексом с Тони. Думаю, ей просто нравилось шокировать людей»[3].